# Ян Куцяк
Ян Куцяк (словац. Ján Kuciak) — словацький журналіст-розслідувач, викладач зовнішнього університету на кафедрі журналістики на філософському факультеті в Університеті ім. К. Філософа в Нітрі, доктор філософії. У лютому 2018 року був убитий невідомою донині людиною, з мотивом вбивства, очевидно, пов'язаного з його журналістською діяльністю.
Вбивство Яна привернуло світову увагу як перше убивство журналіста в історії Словаччини і спричинило масові протести та загальне потрясіння по всій країні, а згодом — відставку тодішнього уряду.

## Життєпис
Народився 17 травня 1990 року в селі Штявнік району Битча. Він закінчив Університеті імені Костянтина Філософа в Нітрі, факультет журналістики, де він продовжив навчання в аспірантурі в області засобів масової комунікації. Згодом він працював зовнішнім педагогом на кафедрі.
Журналіст працював серед в редакції газети Hospodárske noviny, а потім у відділі новин сайту новин Aktuality.sk, де займався журналістськими розслідуваннями. Основна увага, зокрема, за підозрою в ухилянні від сплати податків, деякі з яких були пов'язані з урядової політичної партії Курс — соціальна демократія на чолі з прем'єр-міністром Словаччини Робертом Фіцо. У минулому він також викривав торгові компанії з неясною структурою власності або передбачуваним шахрайством в залученні гранту від ЄС.
В останній статті журналіста, написаній у співпраці з чеськими розслідувачами з сайту Investigace.cz, йдеться про діяльність італійських мафіозі, пов'язаних з організованою злочинністю, які поселилися у Східній Словаччині та витратили роки на отримання коштів ЄС для цього відносно бідного регіону, а також їх зв'язки з високопоставленими державними чиновниками.

### Смерть
25 лютого 2018 року о 22:30 патруль поліції виявив тіла Яна Куцяка, а також його дружини, Мартіни Кушнірової, у їх будинку в селі Велька Мача. Поліція припускає, що вбивство могло бути пов'язане з професійною діяльністю журналіста. 13 січня 2020-го у вбивстві Куцяка зізнався колишній військовий Мирослав Марчек, 6 квітня його було засуджено на 23 роки позбавлення волі.

## Розслідування
21 жовтня 2019 року Спеціальна прокуратура Словаччини  направила до суду обвинувальний акт проти одного з найбагатших бізнесменів Словаччини Маріана Кочнера та інших осіб (Альону Шушову, Томаша Шабо, Мирослава Марчека та Золтана Андруско) у справі про вбивство Яна Куцяка та Мартіни Кушнірової.